# Svetlana Gundarenková
Svetlana Gundarenková, rusky Светлана Гундаренко (* 23. června 1969 Čeljabinsk) je bývalá reprezentantka Sovětského svazu a Ruska v judu a sambu.

## Sportovní kariéra
V judu se dostala náhodou v 15 letech, když si jí na ulici všiml známy sovětský judista Grigorij Veričev. Přivedl jí na trénink dal jí svoje judogi a svěřil jí do péče Borise Šuňkina. Její velkou předností byla výška nad 190cm a váha okolo 140kg, se kterou se uměla pohybovat.
V 90. letech patřila k nejlepším evropským judistkám v těžké váze a celkem dvakrát se účastnila olympijských her. V roce 1992 odjížděla na olympijské hry v Barceloně jako aktuální mistryně Evropy, ale prohrála ve čtvrtfinále s Francouzkou Lupinovou. Obsadila 7. místo. V roce 1996 na olympijských hrách v Atlantě sahala po bronzové medaili, ale rozhodčím se víc líbil styl její soupeřky (hantei). Skončila na 5. místě.
Po olympijských hrách v Atlantě jí sužovala různá zranění a její místo rychle zaujala Irina Rodinová. V novém tisíciletí se ještě několikrát pokusila o návrat, ale tělo zvýšenou zátěž odmítalo. Po skončení sportovní kariéry podnikala, v Moskvě měla otevřenou restauraci. Její manžel je původem z Litvy.

## Výsledky

### Judo

#### Váhové kategorie
| Olympijské hry     |     |    |     | 7. |    |    |    | 5. |     |    |   |
| Mistrovství světa  | 5.  |    | úč. |    | 3. |    | 5. |    | úč. |    | — |
| Mistrovství Evropy | úč. | 5. | 3.  | 1. | 2. | 3. | 1. | 3. | —   | 5. | — |

#### Bez rozdílu vah
| Mistrovství světa | — |  | úč. |  | 5. |  | úč. |  | — |  | 5. |